# ريكاردو ماتشادو
ريكاردو ماتشادو لاعب كرة قدم برتغالي مولود في 13 سبتمبر 1988 و لعب سابقاً في نادي التعاون السعودى ونادي الساحل.

## وصلات خارجية
ريكاردو ماتشادو على موقع قاعدة بيانات كرة القدم.إي يو (الإنجليزية)
- ريكاردو ماتشادو على موقع Soccerway.com (الإنجليزية)